# Aranybulla
Az Aranybulla szűkebb értelemben a II. András magyar király által 1222. április 24-én a székesfehérvári országgyűlésen kiadott, függőpecséttel ellátott királyi okirat, amely a magyar nemesség jogait először rögzítette. A kettős aranypecsét az oklevél hártyájának felhajtott alsó részén, a plicaturán függött. A függőpecsétnél plicát (plicatura) hoztak létre az oklevél alsó szélének visszahajtásával és azon keresztül vezették a pecsét függesztésére szolgáló zsineget. (1 §. Endre, Isten kegyelméből Magyarország, Dalmácia, Horvátország, Ráma, Szerbia, Galícia és Lodoméria királya, örök emlékezetül.)
A középkorban a pecsét a különféle oklevelek hitelesítésének fő eszköze volt, ami a 14. századra már kizárólagossá vált. Tágabb értelemben az aranybulla azt az aranyból készült pecsétet jelenti, mellyel a magyar királyok – III. Bélától kezdődően – megerősítették és hitelesítették fontosabb okmányaikat.
Magyarország nemesi szabadsága alapkövének tartott Aranybullának mind a hét eredeti példánya elveszett, azonban a szövege meglehetősen sok forrásban maradt fenn. Az Aranybulla rendelkezéseinek királyi betartását az ellenállási záradék garantálta, mely kimondta, hogy a nemesek a hűtlenség vétke nélkül ellenállhatnak, ha a király a rendelkezéseket megszegi.
2. § Hogyha pedig mi, vagy az utánunk következendő királyok közül valaki ezen mi szerzésünknek ellene járna valaha, ez a levél adjon szabad hatalmat mind a püspököknek, mind más jobbágyuraknak és országunkbeli nemeseknek mindnyájan és egyen-egyen, jelenvalóknak és jövendőbelieknek és az ő megmaradékoknak, hogy mind nekünk, mind az utánunk következendő királyoknak minden hűtelenség szégyenvallása nélkül ellentállhassanak és ellentmondhassanak mind örökké.
II. András Aranybullája a magyar történeti alkotmány egyik legfontosabb törvényeként a megszületését követő későbbi századokban hivatkozási alap volt a rendi szabadság védelmében, a 16. századtól pedig egészen a 20. század közepéig az írott törvénycikkelyeiben vagy csak a szellemében.

## Szövege

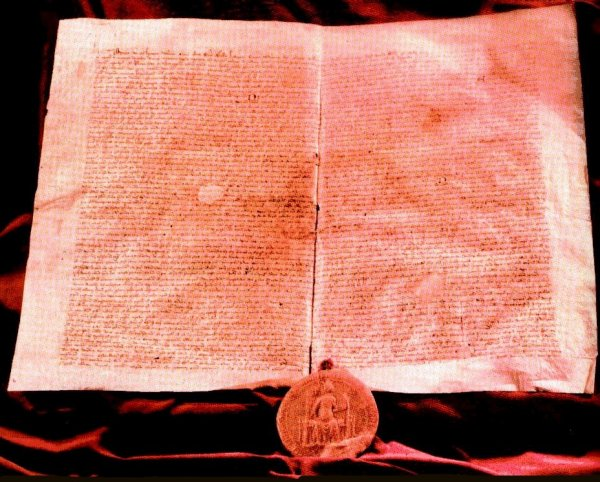
Az Aranybulla 1222-ből

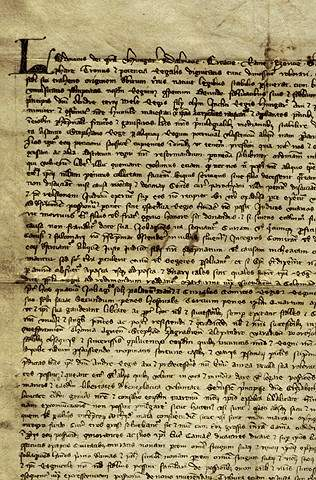
Az aranybulla átirata 1351-ből

Az aranybulla szövege a kevésbé fontos cikkek kihagyásával a következő:
„A Szentháromság és oszolhatlan egység nevében. Endre, Isten kegyelméből Magyar-, Dalmát-és Horvátország, Ráma, Szerbia, Galícia örökös királya. Mivel mind országunk nemeseinek, mind másoknak is Szent István királytól alapított szabadsága némely királyok hatalma által, kik néha haragjukban boszút állottak, néha gonosz emberek hamis tanácsira is hallgattak, vagy saját hasznukat keresték, igen sok részben rövidséget szenvedett: nemeseink fenségünk és elődeink füleit gyakor ízben verdesték kérelmeikkel és folyamodásaikkal országunk javítása iránt. Kik tehát tartozásunkhoz képest az ő kérelmöknek mindenben eleget tenni akarván, megadjuk mind nékik mind országunk egyéb embereinek a szent királytól megadott szabadságot; és országunk állapotának javítására tartozó egyéb dolgokat is űdvösen rendelünk eképen: Rendeljük, hogy évenként a szent király ünnepét hacsak némí súlyos foglalkozás vagy betegség által nem akadályoztatunk Székesfehérvárott tartozunk megülni. És ha mi jelen nem lehetünk a nádor kétségkivül ott leszen helyettünk s képünkben meg fogja hallgatni az ügyeket. Minden nemesek, tetszésök szerint, szabadon oda gyülekezzenek.
- (I. p.) Akarjuk azt is, hogy sem mi, sem utódaink bármi időben le ne tartóztassák s el ne nyomják a nemeseket valamely hatalmasnak kedveért, hanem ha előbb megidéztették és törvény rende szerint elmarasztaltattak.
- (II. p.) Továbbá semmi adót, semmi szabad dénárokat nem szedetünk a nemesek örökségén; sem házaikban, sem falvaikban meg nem szállunk, hanem ha meghivatunk. Az egyházak népeitől is teljességgel semmi adót sem szedetünk.
- (III. p.) Ha valamely nemes meghalálozik fiú nélkül, lányát illesse birtokának negyedrésze; a többiről tetszése szerint rendelkezzék és ha a halál közbejötte miatt nem rendelkezhetik, a hozzá közelebb álló rokonra szálljon; és ha teljességgel semmi nemzetsége nincsen, szálljon a királyra.
- (IV. p.) Ha a király sereget akar vinni az országon kivül, a nemesek ne tartozzanak vele menni, hanemha az ő pénzeért. Ellenben, ha sereg jönne az országra, mindnyájan tartozzanak menni.
- (VII. p.) A nádor országunk minden emberei felett különbség nélkül biráskodjék; de a nemesek főben-és birtokbanjáró ügyeit a királynak tudomása nélkül el ne végezhesse.
- (VIII. p.) Ha külföldiek, tudniillik tisztességes emberek, jönnek az országba, az ország tanácsa nélkül méltóságokra ne emeltessenek.
- (XI. p.) Fekvő birtok az országon kivülieknek ne adományoztassék.
- (XVI. p.) Egész megyét vagy akárminemű méltóságot örök jószágul vagy birtokul nem adunk.
- (XXIV. p.) Hogy izmaeliták és zsidók tisztséget ne viseljenek. Pénzváltó, kamara-ispánok, só-kamarások és vámosok, országunkbéli nemesek legyenek. Izmaeliták és zsidók ne lehessenek. 
- (XXVI. p.) Hogy az országon kívül valóknak birtokot adni nem kell. Továbbá, birtokot az országon kívül való embernek ne adjanak. 1. § Ha valamelyest adtak vagy eladtak, azt a haza fiai válthassák meg.
- (XXX. p.) E négy jobbágyurat: tudniillik a nádorispánt, a bánt, király országbiráját és királyné asszonyét kivéve, senki két tisztet ne viseljen.
- (XXXI. p.) Kelt Klétusnak, az egyház prépostjának keze által a megtestesült igének ezer kétszáz huszonkettedik esztendejében. (...) Hogyha pedig mi, vagy az utánunk következendő királyok közül valaki ezen mi szerzésünknek ellene járna valaha, ez a levél adjon szabad hatalmat mind a püspököknek, mind más jobbágyuraknak és országunkbeli nemeseknek mindnyájan és egyen-egyen, jelenvalóknak és jövendőbelieknek és az ő megmaradékoknak, hogy mind nekünk, mind az utánunk következendő királyoknak minden hűtelenség szégyenvallása nélkül ellentállhassanak és ellentmondhassanak mind örökké. Kelt Keled kezéből, ki egri prépost és kanczellárunk; a testté lett ige után ezer-kétszáz-huszonkettedik esztendőben, mikoron tisztelendő János esztergomi, tisztelendő Ugrin kalocsai érsekek, Dezső csanádi, Róbert veszprémi, Tamás egri, István zágrábi, Sándor váradi, Bertalan pécsi, Kozma győri, Bereczk váczi, Vincze nyitrai püspökök voltanak, a mi királyságunknak tizenhetedik esztendejében.”

## Története

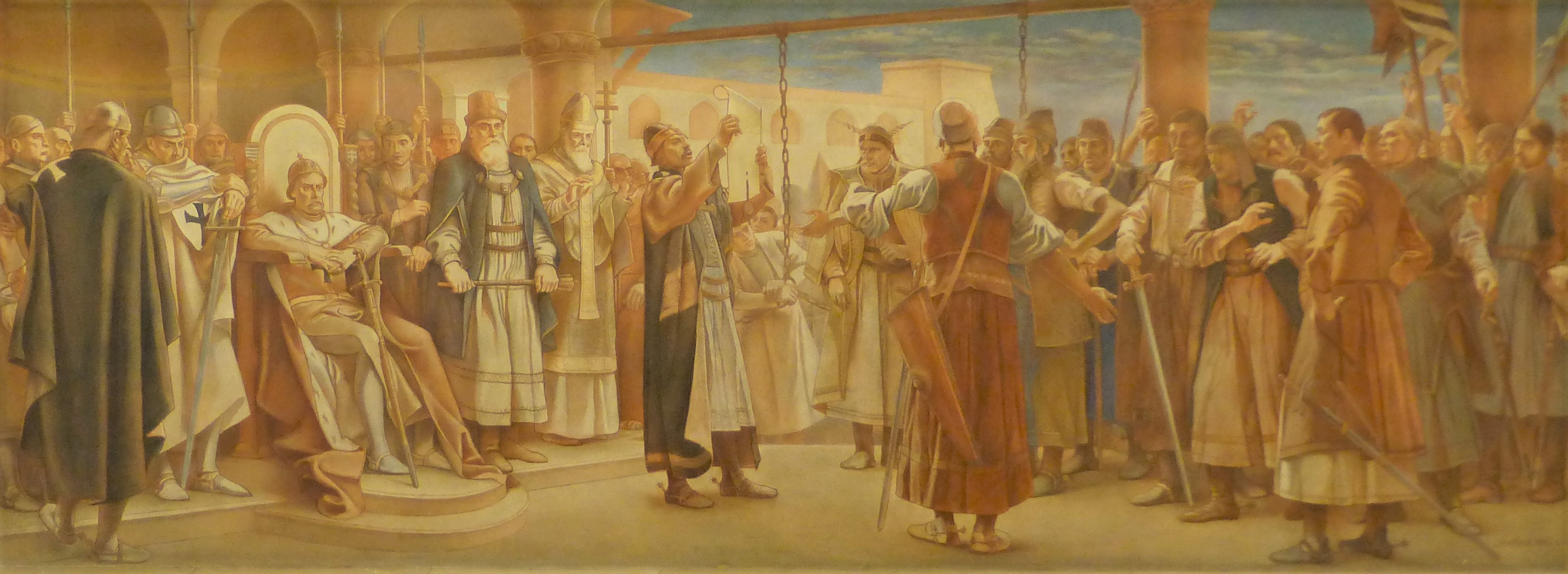
II. András kihirdeti az Aranybullát

II. András új berendezkedése, birtokpolitikája, a pénzjövedelmekre építő királyi gazdaságpolitikája, a merániakat előtérbe helyező személyi politikája és a zsidók, szaracénok pénzügyigazgatásban való térnyerése miatt elégedetlenség mutatkozott az országban. A különböző nemesi érdekcsoportok közötti ellentétek kiéleződtek. 1222 elején a birtokadományozásokból nem részesült világi előkelők, bárók kiszorították a hatalomból András régi híveit. Maguk mögött tudhatták a várjobbágyok és a várnépek támogatását és királyi szervienseket: utóbbiak szabad jogállásúak, vagyonosabb rétegük a magánbirtokosoktól való függés elkerüléséért, az uralkodói réteghez tartozás jogi elismeréséért harcolt.

### Létező aranybullák
Az aranybullát megerősítették: I. Lajos 1351-ben (bár az ősiséggel nagyban módosította), Mária 1384-ben, I. Mátyás 1464-ben és a koronázási esküben valamennyi. Az ellenállási záradékot (XXXI. p.) az 1687. évi országgyűlés törölte el. Csak egy 1318. évi hiteles másolatban maradt fenn az esztergomi Prímási Levéltárban. A magyar történetirás még számos más aranybullát ismer. Ezek közül diplomatikai tekintetben legjobban a pesti Aranybullát derítette fel Salamon Ferenc. Ezt IV. Béla állítólag 1241-ben adta Pest városa számára.
A magyar történettudomány azonban három aranybullát ismer, bár ezek közül csak az elsőnek kiadottat, az 1222. évit írjuk nagybetűvel. A második aranybullát is még II. András uralkodásának idején, 1231-ben adták ki. A királynak ebben az oklevélben meg kellett erősítenie, illetve néhány pontban meg is kellett változtatnia az eredeti szöveget, és így kellett újra kihirdetnie. A harmadik aranybulla II. András fiának, IV. Béla királynak az uralkodása idején, 1267-ben íródott, teljesen más belpolitikai viszonyok között, a mongol (tatár) támadást, illetve a IV. Béla és fia, István közötti belháborút követően.
Mint pecsét, nagyon kevés aranybulla maradt az utókorra. Az ilyen módon kiállított oklevelek minden időben ki voltak téve annak a veszélynek, hogy letépik róluk az aranypecsétet. Így tett Vencel cseh király is, mikor 1304-ben fiáért, az ifjú Vencel vagy magyarosan László királyért egy sereggel hazánkba jött és Esztergomban kirabolta a templomot és a levéltárat. A Magyar Nemzeti Múzeum három aranybulla birtokában van; az egyik II. András király 1224-es oklevelén függ és a könyvtárban a Kállay-levéltárban őrzik; a másik kettő a régiségtár tulajdona, a kisebbik III. Béláé, a nagyobbik IV. Béláé.

## Az előkelők az Aranybullában
Az előkelők követelései orvoslást nyertek, cikkelyek születtek a nagyhatalmú idegenek ellen. András megígérte, hogy egész vármegyéket nem adományoz, bármiféle méltóságot örök tulajdonul szintén nem. A becsületes szolgálattal szerzett birtoktól senki nem fosztható meg. II. András korábbi gazdaságpolitikájával szembeni elégedetlenséget fejez ki több cikkely: 
- kamaraispánok, pénzverők, só- és vámtisztek ne legyenek izmaeliták és zsidók, hanem az ország nemesei
- az új pénz egy évig legyen forgalomban, s a dénárok minőségben érjék el III. Béla pénzének értékét
- az ispánok csak az ispánságuk jogán őket megillető részt élvezzék, a királyt illető többi jövedelmet, a csöböradót (cibrio királyi adó), a vámot, az ökröket és a vár jövedelmének kétharmadát a király kapja meg.

Az Aranybulla fellépett a hatalmaskodás ellen, több pontban foglalkozott az igazságszolgáltatás kérdéseivel.

## A királyi szerviensek az Aranybullában
A 31 cikkelyből 11 foglalkozott valamilyen módon a szerviensekkel. Ez arra utal, hogy a fellépő előkelők tömegbázisát a szerviensek szolgáltatták. Öt olyan kiváltságot adott nekik, amelyek később a sarkalatos nemesi jogok közé számítottak. Ezzel magyarázható, hogy a kutatók közül néhányan az Aranybullában valamiféle nemesi alkotmányt láttak. Birtokaik mentesültek a királyi adók, a szabadok dénárjai fizetése, valamint a beszállásolás alól. A fiú utód nélkül meghalt szerviens birtoka egynegyedét a lánya örökölje, a többiről szabad akarata szerint rendelkezzék, ha nincs végrendelet, akkor rokonai az örökösök. Csak akkor száll a birtok a királyra, ha a szerviensnek nincsenek örökösei. Mentesültek a szerviensek megyésispánok joghatósága alól. A király országon kívüli hadjáratába csak az uralkodó költségén tartoztak vele menni, ha idegen támadás érné az országot, akkor minden szerviensnek hadra kell kelnie.

## Jogalkotási minták
Magyarország történelmének és jogtörténetének egy rendkívül fontos kérdése még tisztázatlan – a történészi vélemények eltérőek azzal kapcsolatban, hogy az Aranybulla milyen hatás alatt keletkezhetett, alkotási folyamatában milyen hatások érvényesültek.
Hosszú ideig népszerű elképzelés volt, hogy az 1215. évi angol Magna Carta Libertatum lehetett az Aranybullára befolyással, hiszen ez is a nemesek szabadságjogait tárgyalja, a bennük lefektetett jogelvek több helyütt hasonlóságot mutatnak. A különbségek viszont jelentősebbek, ráadásul a Magna Carta Libertatum 63 pontjának precíz megfogalmazása a hazainál jóval fejlettebb jogéletről tanúskodik. Más elképzelések az aragón befolyást tartják valószínűbbnek. Imre király feleségének, Aragóniai Konstanciának kísérete később itthon birtokokat szerezhetett, természetes ellenzékévé válhatott II. Andrásnak. Nem kizárható tehát, hogy az ottani szokások a magyar jogra is hatással lehettek. Bár az ellenállás joga Aragóniában csak 65 évvel az Aranybulla után, 1287-ben lett írásba foglalva, elképzelhető, hogy már ezt megelőzően mint szokásjog ismeretes volt.
Valószínűbb az az elképzelés, hogy az Aranybulla, a Magna Carta és az aragóniai szabadságlevél közös forrásból meríthettek és ennek köszönhető az egymástól távol eső országok hasonló alkotmányos fejlődése. A kor Európájának hűbéri szervezete és egyenlőséget nem tűrő, szigorú hierarchiája alkalmatlan volt arra, hogy egy, az ellenállás jogához hasonló jogelvet hozzon létre. A keresztesek által alapított Jeruzsálemi Királyságban a nemesek nagyobb befolyásra tehettek szert annak köszönhetően, hogy a folyamatos hadviselés miatt az uralkodó jobban rá volt szorulva a nemesség támogatására, mint a nyugati országokban. A főnemesek gyülekezete, a Haute Cour hamar teljeskörű szuverenitásra tudott szert tenni, a király törvényjavaslatait köteles volt vele vitára bocsátani, birtokot is csak a hozzájárulásával adományozhatott. Ezek a nemesi jogok az Aranybullában is megtalálhatók. Szintén a jeruzsálemi nemesség kiváltságai közé tartozott az ellenállás joga (ius resistendi), a korai magyar alkotmányosságnak is egyik sarkalatos pontja. Általánosságban véve elmondható, hogy az Aranybullában lefektetett elvek megtévesztésig hasonlítanak az ún. jeruzsálemi assizákban foglalt szabályokhoz, ezen szabályokat pedig II. András minden bizonnyal megismerhette 1217-ben indított keresztes háborúja során.
A hadjáratra elkísérték Andrást a magyar főurak is, a források tanúsága szerint pedig ott tartózkodásuk során huzamosabb időt töltöttek a Jeruzsálemi Királyság nemeseivel. Elképzelhetetlen, hogy azok akkori különös aktualitása mellett se ismerkedtek volna meg az assizákkal és azok tartalmával. A Szentföldre utazó magyar főurak között volt például Ugron királyi kancellár és kalocsai érsek, valamint Tamás egri püspök, akik az Aranybulla aláírói között is szerepelnek. 
További kapcsolatot jelent az, hogy III. Béla király első felesége, Anna királyné – születési nevén Agnès de Châtillon –,Châtillon Rajnald lánya volt, akinek kíséretében szintén érkeztek Magyarországra keresztes lovagok.
A körülmények tehát valószínűsítik, hogy az Aranybullában lefektetett jogelvek a keresztes háborúkkal kerültek a Szentföldről Magyarországra, a Magna Cartával és az aragóniai nemesi szabadságlevéllel való hasonlatosság pedig annak köszönhető, hogy Angliába és Aragóniába is eljuthattak ezek az elvek, szintén a keresztes háborúk közvetítésével. Az Aranybulla alapjait a Jeruzsálemi Királyság jogában keresni azért sem alaptalan, mert közismert, hogy a keresztes lovagok mennyi mindent hoztak magukkal mind anyagi, mind szellemi téren és a Magyar Királyság első századaira is jellemző volt a külföldi szabályok átvétele.

## Hatása
Divéky Adorján jogtörténész szerint az Aranybulla jelentős hatással volt Lengyelországban Nagy Lajos uralkodása idején, többek közt a kassai privilégiumban való közvetítéssel.

## Az Aranybulla emlékezete

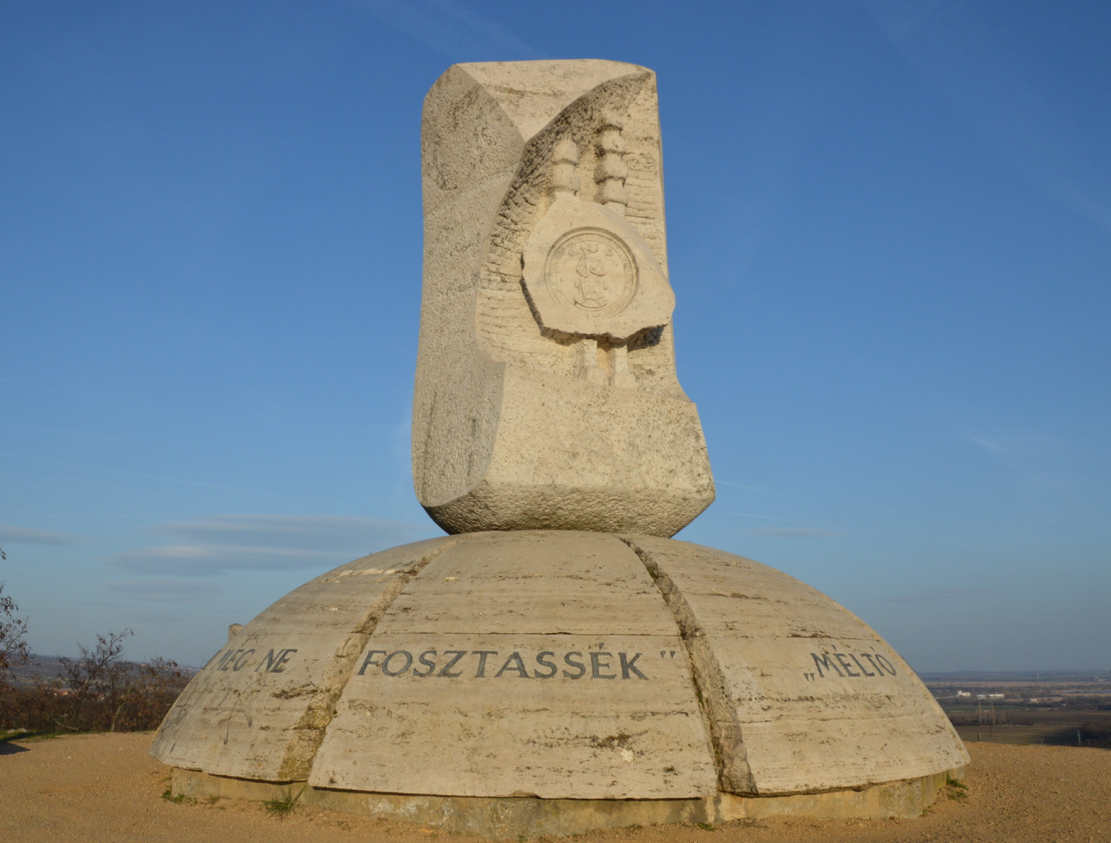
Az Aranybulla-emlékmű Székesfehérváron

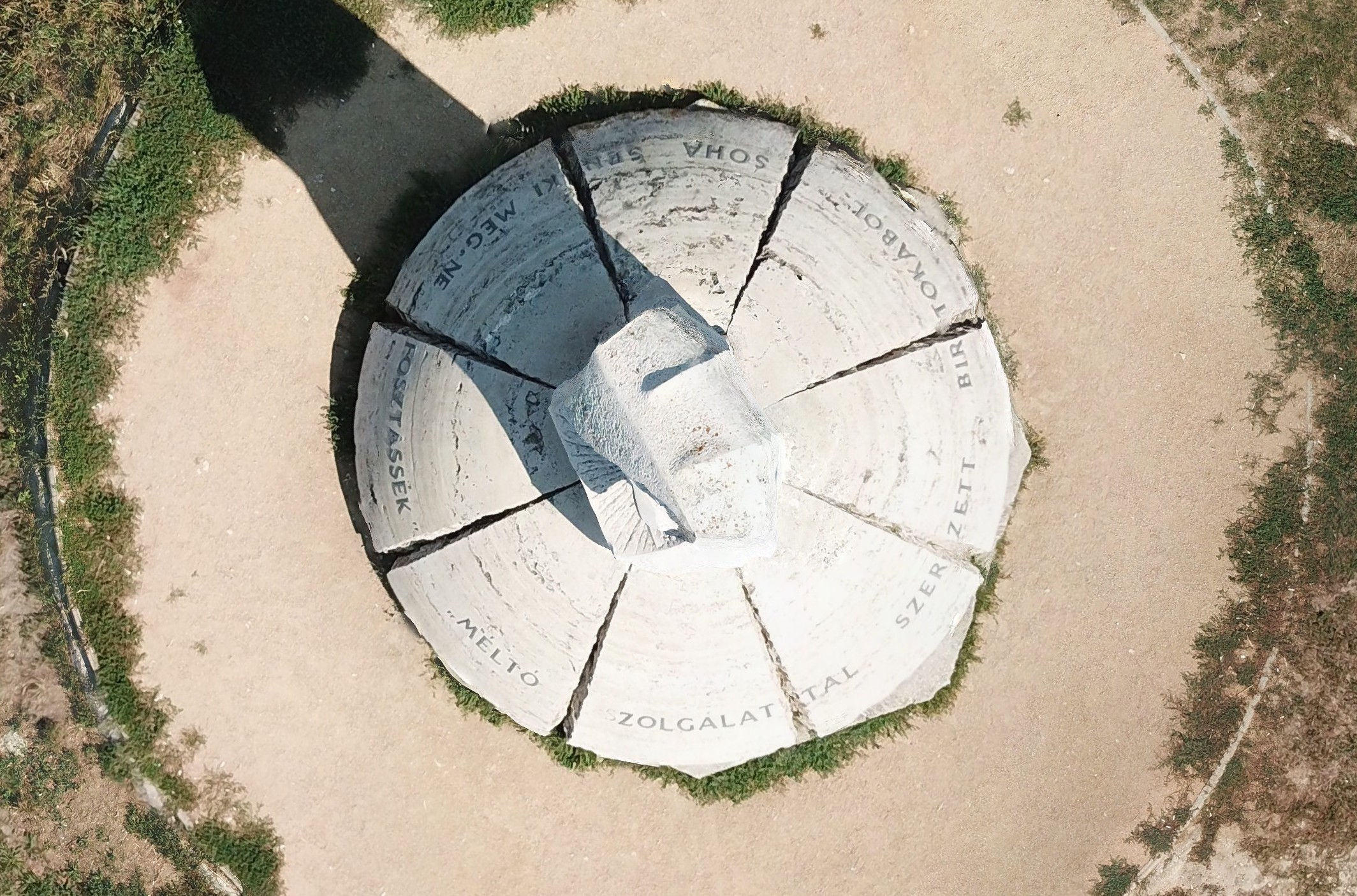
Az Aranybulla-emlékmű ortofotón

### Festmények
- Jantyik Mátyás: II. András kihirdeti az Aranybullát (1901)
- Kontuly Béla: Az Aranybulla kihirdetése (1937)

### Filmek
- Aranybulla (2022)
- Az Aranybulla – Amit a király akart (2022)
- Amit az Aranybulláról tudni érdemes! (2020)

### Aranybulla-emlékmű
Az Aranybulla monumentális emlékműve Székesfehérvár Öreghegy városrészében, annak legmagasabb pontján, a Csúcsos-hegyen áll, mivel a hagyomány szerint ezen a helyen hirdette ki II. András a nevezetes dokumentumot az 1222-es székesfehérvári országgyűlésen. A ma is látható emlékmű a második: az eredeti a második világháborúban megsérült. A hegyre 1970-ben egy szovjet harckocsi került mint világháborús emlékmű. A ma is látható emlékművet 1972-ben, az Aranybulla kiadásának 750. évfordulójára készítette Rétfalvy Sándor, amit akkor a Budai úton, a mai református új templom helyén állítottak fel. 1990. augusztus 18-án avatták fel jelenlegi helyén.

### Emléknap
Április 24. az Aranybulla napja.